# 盧丁
50°48′4″N 24°2′32″E / 50.80111°N 24.04222°E
盧丁（烏克蘭語：Лудин），是烏克蘭西部沃倫州沃洛德米爾區乌斯特卢赫市镇的村落。始建於1570年，面積1.3平方公里，海拔高度202米，2001年人口565，人口密度每平方公里434.62人。